# 塚本喜左衛門
塚本 喜左衛門（6代）（つかもと きざえもん、1948年12月16日 - ）は、日本の実業家。きもの、宝石、毛皮、補正下着の製造卸、ウエディング衣裳のレンタル、不動産のリーシングを行うツカキグループのオーナーであり、塚喜商事株式会社の代表取締役社長を務める。

## 人物
滋賀県の五個荘（現・東近江市）で、先代塚本喜左衛門 (5代)（幼名：四郎）の長男（幼名：喜一郎）として生まれ、1984年に喜左衛門（6代目）を襲名。 

## 経歴
- 1948年　滋賀県に生まれる。
- 1971年　大阪市立大学 経済学部を卒業。
- 1971年　ニチイ（後のマイカル）に就職。
- 1972年　塚喜商事株式会社に入社。
- 1975年　ツカキ株式会社を設立　社長に就任。
- 1984年　塚喜商事株式会社の社長に就任。
- 2002年　東京コスチュームサービス株式会社（現マリエクラッセ）の社長に就任。
- 2004年　京都和装株式会社の会長に就任。
- 2011年　株式会社タムラの社長に就任。
- 2013年　「西陣あさぎ」のブランドを継承し、塚喜商事あさぎ事業部を、西陣織美術工芸のメーカーとして発足

### 代表を務める会社
- きもの部門―塚喜商事株式会社・京都和装株式会社
- 宝石・毛皮部門―ツカキ株式会社
- 補正下着―タムラ株式会社
- ウエディング―マリエクラッセ株式会社
- 不動産リーシング―京都産業センター株式会社、塚喜商事株式会社、ツカキ株式会社

### 公職・ボランティア
- 一般社団法人毛皮協会副理事長
- 公益社団法人下京納税協会監事
- NPO三方よし研究所理事長
- 中国人博士協会 名誉顧問
- 一般社団法人コムアクア 理事

### 叙勲
- 紺綬褒章（2020年）[1]

近江商人の語り部として、全国へ行脚